# (17921) Aldeobaldia
(17921) Aldeobaldia est un astéroïde de la ceinture principale d'astéroïdes.

## Description
(17921) Aldeobaldia est un astéroïde de la ceinture principale d'astéroïdes. Il fut découvert le 15 avril 1999 à Socorro (Nouveau-Mexique) par le projet LINEAR. Il présente une orbite caractérisée par un demi-grand axe de 2,33 UA, une excentricité de 0,06 et une inclinaison de 7,6° par rapport à l'écliptique.

## Compléments